# Municipio de Hugo
El municipio de Hugo (en inglés: Hugo Township) es un municipio ubicado en el condado de Steele en el estado estadounidense de Dakota del Norte. En el año 2010 tenía una población de 43 habitantes y una densidad poblacional de 0,46 personas por km².

## Geografía
El municipio de Hugo se encuentra ubicado en las coordenadas 47°22′8″N 97°39′56″O / 47.36889, -97.66556. Según la Oficina del Censo de los Estados Unidos, el municipio tiene una superficie total de 92.88 km², de la cual 92,88 km² corresponden a tierra firme y (0 %) 0 km² es agua.

## Demografía
Según el censo de 2010, había 43 personas residiendo en el municipio de Hugo. La densidad de población era de 0,46 hab./km². De los 43 habitantes, el municipio de Hugo estaba compuesto por el 100 % blancos. Del total de la población el 0 % eran hispanos o latinos de cualquier raza.